# Besnans
Besnans är en kommun i departementet Haute-Saône i regionen Bourgogne-Franche-Comté i östra Frankrike. Kommunen ligger i kantonen Montbozon som tillhör arrondissementet Vesoul. År 2022 hade Besnans 75 invånare.

## Befolkningsutveckling
Antalet invånare i kommunen Besnans
| Referens: INSEE |